# Los Varela
Los Varela är en ort i Argentina.   Den ligger i provinsen Catamarca, i den norra delen av landet, 1 000 km nordväst om huvudstaden Buenos Aires. Los Varela ligger 1 178 meter över havet och antalet invånare är 1 908.
Terrängen runt Los Varela är huvudsakligen kuperad, men österut är den bergig. Runt Los Varela är det mycket glesbefolkat, med 2 invånare per kvadratkilometer.. Närmaste större samhälle är San Antonio, 16,2 km öster om Los Varela.
I omgivningarna runt Los Varela växer i huvudsak lövfällande lövskog.